# Gloria Valerín Rodríguez
Gloria Valerín Rodríguez (Sardinal, Carrillo, 9 de abril de 1955) es una abogada y política costarricense que fue diputada, candidata a vicepresidente y actual directora de servicios técnicos de la Asamblea Legislativa de Costa Rica.

## Biografía
Nació en el distrito de Sardinal, en el cantón de Carrillo, el 9 de abril de 1955. Fue diputada en el periodo 2002-2006 por el Partido Unidad Social Cristiana, aunque fue férrea opositora al Tratado de Libre Comercio entre Estados Unidos y Centroamérica (CAFTA), luego fue candidata a vicepresidenta por Unión Patriótica al lado de Humberto Arce como candidato presidencial en el 2006, y en el 2008 le dio la adhesión al Partido Acción Ciudadana asegurando que Ottón Solís era la figura política con más posibilidades de ser presidente en el 2010. Es también una reconocida feminista e investigadora de Derechos Humanos. Fue candidata a alcaldesa de San José, pero resultó derrotada ante el alcalde Johnny Araya Monge que logró la reelección.